# Risk (Band)
Risk war eine deutsche Thrash-Metal-Band aus Witten. Die Gruppe veröffentlichte von 1988 bis 1993 insgesamt fünf Alben und eine MCD.

## Bandgeschichte
Risk entstand aus der Progressive-Rock-Band Faithful Breath. Das Line-up um Heinz Mikus (Gesang), Thilo Hermann (Gitarre), Peter Dell (Bass) und Jürgen Düsterloh (Schlagzeug) benannte sich um und adaptierte den Mitte der 1980er populären Thrash-Metal-Stil. Thilo Hermann, der außerdem noch bei Holy Moses aktiv war, spielte mit der Gruppe ein Demo ein. Die Band erhielt einen Plattenvertrag beim Label SPV. Das Debütalbum The Daily Horror News… (…from the lost side of the world) erschien 1988 mit Roman Keymer (ex-Angel Dust) als Gitarrist. Sänger Heinz Mikus spielte die zweite Gitarre ein. Zur Bekanntheit der Gruppe trugen die Cover dieses und der folgenden Alben bei, die von Sebastian Krüger im Comic-Stil gezeichnet wurden.
1988 tourte die Gruppe mit Sabbat und Rage auf Deutschland-Tour und 1989 im Vorprogramm von Manowar durch Europa. Mittlerweile war Thilo Herrmann zur Gruppe zurückgekehrt. 1989 erschien außerdem das Album Hell’s Animal, das sich rund 15.000-mal verkaufte, und die EP Ratman. Dirty Surfaces von 1990 entwickelte sich mit 25.000 verkauften Exemplaren zum größten Erfolg der Gruppe. Risk traten in Prag zusammen mit Running Wild vor etwa 25.000 Fans auf. Nachdem Thilo Hermann die Band verlassen hatte, um eigene Projekte zu verfolgen, komplettierte Christian Sumser das Line-Up.
Danach verlor die Gruppe ihren Status langsam wieder. Das Album Reborn (1992) stellte eine Abkehr vom Fun-Image der Band dar. Die Gruppe hatte sich schon immer anders verstanden, als die Cover von Krüger dies transportierten. Reborn verfügte über ein eher ernstes Cover von Andreas Marschall. Auch musikalisch beschritt die Gruppe neue Wege. Das Konzeptalbum über die altindische Gottheit Ravana ist mit Sitar-Klängen unterlegt und orientierte sich stärker am Power Metal. Die anschließende Tour mit Raven verlief zwar erfolgreich, aber nicht in dem erwarteten Rahmen.
Peter Dell trennte sich von der Band schon im Vorfeld der Produktion zu Tupitude, blieb aber der Band für Grafikarbeiten an der Produktion Turpitude erhalten.
Infolge eines Hörsturzes und dem daraus resultierenden Tinnitus verließ Roman Keymer die Band nach der Produktion von 'Turpitude'. Das verbliebene Trio Sumser/Mikus/Düsterloh ließ die Option verstreichen, bei dem Label SPV ein weiteres Album zu produzieren und löste sich schließlich auf.

## Diskografie
- 1988: The Daily Horror News
- 1989: Ratman (EP)
- 1989: Hell’s Animals
- 1990: Dirty Surfaces
- 1992: The Reborn
- 1993: Turpitude